# Hotel (Lied)
Hotel ist ein Lied der deutschen Popsängerin und Rapperin Céline.

## Entstehung und Artwork
Hotel wurde von Céline selbst – unter ihrem bürgerlichen Namen Céline Dorka – gemeinsam mit den Koautoren um das Produzentenquartett Beatgees (bestehend aus: Philip Böllhoff, Hannes Büscher, Sipho Sililo und David Vogt) und Peter Stanowsky geschrieben. Die Produktion erfolgte eigens durch das Produzentenquartett. Das Mastering erfolgte unter der Leitung des Berliner Tontechnikers Lex Barkey.
Auf dem schwarz-weißen Frontcover der Single ist – neben Künstlernamen und Liedtitel – Céline zu sehen. Man sieht sie von ihrer linken Seite im Profil, während sie ihre rechte Hand nach oben streckt und ihren Blick ebenfalls mit geöffneten Mund nach oben gerichtet hat. Geschossen wurde das Bild von Luna De Luca. Céline präsentierte das Coverbild erstmals am 4. März 2021, einen Tag vor der Erstveröffentlichung des Liedes.

## Veröffentlichung und Promotion
Die Erstveröffentlichung von Hotel erfolgte als Download und Streaming am 5. März 2021. Die Veröffentlichung erfolgte als Einzeltrack durch die Musiklabels A Million, BTGS und Groove Attack. Verlegt wurde das Lied durch Beatgees Publishing, BMG Rights Management und Budde Music.
Um das Lied zu bewerben, veröffentlichte Céline am 1. März 2021 auf ihrem Instagram-Profil erstmals ein Screenshot aus dem dazugehörigen Musikvideo mit dem Kommentar: „Ready?“ (englisch für ‚bereit?‘). Zwei Tage später, am 3. März 2021, kündigte sie das dazugehörige Musikvideo an. Am 4. März 2021 veröffentlichte Céline schließlich das Frontcover zur Single.

## Inhalt
| „Du weißt, dass ich lüg’, wenn ich sag’: „Ich fühle nichts!“ Draußen wird’s hell und ich geh’ wieder ohne dich. Es gibt uns nur in der Nacht, nur im Zimmer 108. Komm ins Hotel, unser Hotel. Und ich weiß, du wirst schwach, wenn ich anruf’ in der Nacht. Komm ins Hotel, unser Hotel.“ – Refrain, Originalauszug | Der Liedtext zu Hotel ist in deutscher Sprache verfasst. Die Musik und der Text wurden gemeinsam von Céline, Peter Stanowsky und dem Produzentenquartett Beatgees geschrieben beziehungsweise komponiert. Bei der Komposition beziehungsweise dem Instrumental bediente man sich an einem Sample von Lovely (Billie Eilish & Khalid), allerdings wird keiner der Originalkomponisten – Billie Eilish O’Connell, Finneas O’Connell und Khalid Robinson – als Urheber des Stücks genannt. Musikalisch bewegt sich das Lied im Bereich des deutschen Hip-Hops und Raps. Das Tempo beträgt 99 Schläge pro Minute. Die Tonart ist e-Moll. Inhaltlich geht es in Hotel um Eifersucht, Einsamkeit und unerwiderte Liebe. Das Lied behandelt eine Affäre, die nur „hinter verschlossenen Türen“ stattfindet, mit der Céline jedoch nicht klarkommt. Aufgebaut ist das Lied auf zwei Strophen, einem Refrain und einem Outro. Das Lied beginnt mit der ersten Strophe, auf die zunächst der sogenannte „Pre-Chorus“ folgt, ehe der eigentliche Refrain einsetzt. Der gleiche Vorgang wiederholt sich mit der zweiten Strophe. Nach der zweiten Strophe endet das Lied mit dem Outro, das sich lediglich aus den sich wiederholenden Zeilen „La-la-la-la“ und „Unser Hotel, ey“ zusammensetzt. Der Hauptgesang des Liedes stammt von Céline, im Hintergrund ist die Stimme von Kaind (Peter Stanowsky) zu hören. |

## Musikvideo
Das schwarz-weiße Musikvideo zu Hotel feierte am 4. März 2021 um 23:59 Uhr seine Premiere auf YouTube. Es setzt sich aus verschiedenen Sequenzen zusammen, in denen lediglich Céline zu sehen ist. Man sieht sie unter anderem in und vor einem Oldtimer in der Nacht, auf einem mit weißen Stoff bedeckten Boden sitzend, vor und in einer Telefonzelle, alleine vor verschiedenen dunklen Hintergründen beziehungsweise alleine in verschiedenen Räumen sowie in einer Szene, in der mehrere Hände aus dem Nichts nach ihr Greifen und sie schwarz beschmieren. Das Video endet mit einer Nahaufnahme des Oldtimers, von dem sich das Bild langsam weg bewegt. Die Gesamtlänge des Videos beträgt 3:00 Minuten. Regie führte Tatjana Wenig. Bis heute zählt das Musikvideo über 700 Tausend Aufrufe bei YouTube (Stand: März 2021).

## Mitwirkende
| Liedproduktion - Lex Barkey: Mastering - Beatgees: Gesang, Komponist, Liedtexter, Musikproduzent, Rap - Céline Dorka: Komponist, Liedtexter - Peter Stanowsky (Kaind): Begleitgesang, Komponist, Liedtexter Artwork - Luna De Luca: Fotograf (Cover) Unternehmen - 100blackdolphins: Filmproduzent (Musikvideo) - A Million: Musiklabel - Beatgees Publishing: Verlag - BMG Rights Management: Verlag - BTGS: Musiklabel - Budde Music: Verlag - Groove Attack: Musiklabel | Musikvideo (Auswahl) - Fred Braeutigam: SFX - Hely Doan: Friseur, Visagist - Etritane Emini: Kameramann - Samuel Emmer: 1. Kameraassistent - Dahlia Ibrahim: Art-Direktor - Quang Le: Filmeditor - Helena Michl: Filmproduzent - Serena Pompei: Styling - Jenny Röders: Oberbeleuchter - Jakub Rzucidlo: Ausführender Produzent, Farbkorrektur, Filmeditor - Marco Dos Santos: Grafikdesigner - Tatjana Wenig: Filmeditor, Regisseur - Manuel Zoller: 2. Kameraassistent, Zweiter Stab |

## Rezeption

### Rezensionen
Jennifer Metaschk von 1 Live beschrieb Hotel als „gewohnt gefühlvoll“ mit einem „krassen Billie-Eilish-Vibe“.
Renée Diehl von Hiphop.de ist der Meinung, dass Céline einen „emotionalen Song“ über eine zum Scheitern verurteilte Liebe teile und zeitgleich ihr „Standing“ im Deutschrap klarstelle. Starke „Gesangsparts“ und ein „pianolastiger Beat“ der sich zum Schluss des Stückes hin aufbaue, würden einen poppigen, aber dennoch „stabilen Sound“ ergeben.

### Charts und Chartplatzierungen
Hotel erreichte in Deutschland Rang 54 der Singlecharts und platzierte sich zwei Wochen in den Top 100. In den deutschen Midweekcharts der ersten Verkaufswoche erreichte das Lied ebenfalls Rang 54, womit Hotel den Platz nach dem ersten Verkaufswochenende behaupten konnte. Des Weiteren platzierte sich Hotel auf Rang 53 der deutschen Streamingcharts. Die deutschen Downloadcharts verfehlte das Lied, allerdings konnte es sich zwei Tage in den iTunes-Tagesauswertungen platzieren und erreichte dabei mit Rang 66 seine höchste Chartnotierung am Tag seiner Veröffentlichung.